# 牛桂英
牛桂英（1925年6月19日—2013年6月18日），女，山西榆次人，中国晋剧表演艺术家，中国戏剧家协会理事，山西省晋剧院副院长、名誉院长，第四、五、六、七届全国人大代表。